# Roisel Communal Cemetery Extension
Roisel Communal Cemetery Extension is een begraafplaats gelegen in de Franse plaats Roisel (Somme). De militaire graven worden onderhouden door de Commonwealth War Graves Commission.
De begraafplaats telt 1081 geïdentificeerde graven waarvan 757 Gemenebest graven uit de Eerste Wereldoorlog en 324 overige graven uit de Eerste Wereldoorlog.